# Bridge over Troubled Water
Bridge over Troubled Water là album phòng thu thứ 5 và cuối cùng của cặp song ca người Mỹ, Simon & Garfunkel, được phát hành vào tháng 1 năm 1970 bởi hãng Columbia Records. Sau khi thực hiện soundtrack cho bộ phim The Graduate, Art Garfunkel tham gia diễn xuất trong Catch-22, trong khi Paul Simon phụ trách sáng tác các bài hát, ngoại trừ ca khúc "Bye Bye Love" của Felice và Boudleaux Bryant (vốn là bản hit từ The Everly Brothers).
Với sự hỗ trợ từ nhà sản xuất Roy Halee, album có nhiều nét tương đồng với sản phẩm trước đó cua cặp song ca – Bookends – khi họ dám từ bỏ những âm thanh của nhạc folk truyền thống để đưa vào đó nhiều chất liệu mới từ rock, R&B, phúc âm, jazz, world music, pop,... Sau khi hoàn tất dự án Catch-22, Garfunkel quay trở lại thu âm toàn bộ 14 ca khúc, song 3 trong số đó bị loại bỏ khỏi album. Việc cho thêm ca khúc thứ 12 gây tranh cãi, khiến họ quyết định rút xuống còn 11 ca khúc cho album. Đây được coi là "sản phẩm ít nỗ lực nhất và nhiều tham vọng nhất" của bộ đôi.
Bridge over Troubled Water được phát hành ngày 26 tháng 1 năm 1970 và nhiều lần tái bản sau đó. Album đều được chỉnh âm dưới định dạng stereo lẫn quadra. Columbia Records cũng cho ra mắt ấn bản kỷ niệm 40 năm phát hành vào ngày 8 tháng 3 năm 2011, với 2 DVD cùng chương trình truyền hình Songs of America (1969), bộ phim tài liệu The Harmony Game cùng nhiều dòng phụ chú trên booklet. Nhiều ấn bản khác bao gồm nhiều ca khúc bonus, như ấn bản năm 2001, với phần hát lại các ca khúc "Feuilles-O" và "Bridge over Troubled Water".
Cho dù nhận được nhiều đánh giá tích cực, bộ đôi sau đó vẫn quyết định tan rã và chấm dứt hợp đồng với công ty ngay đầu năm 1970. Garfunkel bắt đầu sự nghiệp diễn xuất, còn Simon tiếp tục sự nghiệp âm nhạc. Cả hai sau đó cũng cho ra mắt những album solo. Bridge over Troubled Water bao gồm 2 ca khúc thành công nhất của bộ đôi là "Bridge over Troubled Water" và "The Boxer", đều được nằm trong danh sách "500 bài hát vĩ đại nhất" của tạp chí Rolling Stone. Với thành công thương mại cũng như chuyên môn ấn tượng, album giành được vị trí quán quân tại hơn 10 quốc gia, ngoài ra là 2 giải Grammy và 4 giải khác cho ca khúc tiêu đề. Album cũng bán được hơn 25 triệu bản và có tên trong nhiều danh sách album vĩ đại nhất, đáng kể nhất là vị trí số 51 trong danh sách "500 album vĩ đại nhất" từ Rolling Stone.

## Danh sách ca khúc
Tất cả các ca khúc được viết bởi Paul Simon, ngoại lệ được ghi chú bên.
| Mặt A | Mặt A | Mặt A      |
| STT   | Nhan đề | Thời lượng |
| ----- | --- | ---------- |
| 1.    | "Bridge over Troubled Water"                                                                                             | 4:52       |
| 2.    | "El Condor Pasa (If I Could)" (Daniel Alomía Robles, phổ lời tiếng Anh được viết bởi Paul Simon, hòa âm Jorge Milchberg) | 3:06       |
| 3.    | "Cecilia" | 2:55       |
| 4.    | "Keep the Customer Satisfied"                                                                                            | 2:33       |
| 5.    | "So Long, Frank Lloyd Wright"                                                                                            | 3:41       |

| Mặt B | Mặt B                                                                          | Mặt B      |
| STT   | Nhan đề                                                                        | Thời lượng |
| ----- | ------------------------------------------------------------------------------ | ---------- |
| 6.    | "The Boxer"                                                                    | 5:08       |
| 7.    | "Baby Driver"                                                                  | 3:14       |
| 8.    | "The Only Living Boy in New York"                                              | 3:58       |
| 9.    | "Why Don't You Write Me"                                                       | 2:45       |
| 10.   | "Bye Bye Love" (thu âm trực tiếp tại Ames, Iowa) (Felice and Boudleaux Bryant) | 2:55       |
| 11.   | "Song for the Asking"                                                          | 1:49       |

| Bonus track (CD tái bản 2001) | Bonus track (CD tái bản 2001)              | Bonus track (CD tái bản 2001) |
| STT                           | Nhan đề                                    | Thời lượng                    |
| ----------------------------- | ------------------------------------------ | ----------------------------- |
| 1.                            | "Feuilles-O" (Demo, Traditional)           | 1:45                          |
| 2.                            | "Bridge over Troubled Water" (Demo Take 6) | 4:46                          |

## Xếp hạng
| Bảng xếp hạng                          | Vị trí cao nhất |
| -------------------------------------- | --------------- |
| Australian Kent Music Report Chart     | 1               |
| Canadian RPM Albums Chart              | 1               |
| Dutch Mega Albums Chart                | 1               |
| French SNEP Albums Chart               | 1               |
| Italian Albums Chart                   | 4               |
| Japanese Oricon LP Chart               | 1               |
| Norwegian VG-lista Albums Chart        | 1               |
| Spanish Album Charts                   | 1               |
| Swedish Albums Chart                   | 1               |
| UK Albums Chart                        | 1               |
| US Billboard 200                       | 1               |
| West German Media Control Albums Chart | 1               |

| Bảng xếp hạng (2011)            | Vị trí cao nhất |
| ------------------------------- | --------------- |
| Belgian Albums Chart (Flanders) | 43              |
| Belgian Albums Chart (Wallonia) | 33              |
| Dutch Mega Albums Chart         | 29              |
| French SNEP Albums Chart        | 152             |
| Spanish Albums Chart            | 70              |
| Japanese Oricon Albums Chart    | 25              |
| Norwegian VG-lista Albums Chart | 22              |
| UK Albums Chart                 | 47              |
| US Billboard 200                | 167             |
| US Billboard Top Catalog Albums | 19              |

| Bảng xếp hạng (1970)    | Vị trí |
| ----------------------- | ------ |
| Australian Albums Chart | 1      |
| French Albums Chart     | 1      |
| Italian Albums Chart    | 8      |
| Japanese Albums Chart   | 6      |
| UK Albums Chart         | 1      |
| US Billboard Pop Albums | 1      |
| Bảng xếp hạng (1971)    | Vị trí |
| Australian Albums Chart | 23     |
| Japanese Albums Chart   | 2      |
| US Billboard Pop Albums | 55     |
| UK Albums Chart         | 1      |
| Bảng xếp hạng (1972)    | Vị trí |
| UK Albums Chart         | 6      |

| Bảng xếp hạng (1970–79) | Vị trí |
| ----------------------- | ------ |
| UK Albums Chart         | 1      |

## Đĩa đơn
| Đĩa đơn                       | Bảng xếp hạng                          | Vị trí cao nhất |
| ----------------------------- | -------------------------------------- | --------------- |
| "Bridge over Troubled Water"  | Australian Kent Music Report Chart     | 2               |
| "Bridge over Troubled Water"  | Austrian Ö3 Top 40 Chart               | 4               |
| "Bridge over Troubled Water"  | Dutch Mega Albums Chart                | 5               |
| "Bridge over Troubled Water"  | Norwegian VG-lista Albums Chart        | 7               |
| "Bridge over Troubled Water"  | UK Albums Chart                        | 1               |
| "Bridge over Troubled Water"  | US Billboard Hot 100                   | 1               |
| "Bridge over Troubled Water"  | US Billboard Adult Contemporary Chart  | 1               |
| "Bridge over Troubled Water"  | West German Media Control Albums Chart | 3               |
| "Cecilia"                     | Australian Kent Music Report Chart     | 6               |
| "Cecilia"                     | Austrian Ö3 Top 40 Chart               | 6               |
| "Cecilia"                     | Dutch Mega Albums Chart                | 1               |
| "Cecilia"                     | US Billboard Hot 100                   | 4               |
| "Cecilia"                     | West German Media Control Albums Chart | 2               |
| "El Condor Pasa (If I Could)" | Australian Kent Music Report Chart     | 1               |
| "El Condor Pasa (If I Could)" | Austrian Ö3 Top 40 Chart               | 1               |
| "El Condor Pasa (If I Could)" | Dutch Mega Albums Chart                | 1               |
| "El Condor Pasa (If I Could)" | US Billboard Hot 100                   | 18              |
| "El Condor Pasa (If I Could)" | US Billboard Adult Contemporary Chart  | 6               |
| "El Condor Pasa (If I Could)" | West German Media Control Albums Chart | 1               |

## Chứng chỉ
| Quốc gia                                                                           | Chứng nhận  | Số đơn vị/doanh số chứng nhận |
| ---------------------------------------------------------------------------------- | ----------- | ----------------------------- |
| Áo (IFPI Áo)                                                                       | Bạch kim    | 50.000*                       |
| Canada (Music Canada)                                                              | 4× Bạch kim | 400.000^                      |
| Phần Lan (Musiikkituottajat)                                                       | Vàng        | 25,000                        |
| Pháp (SNEP)                                                                        | Bạch kim    | 573,500                       |
| Đức (BVMI)                                                                         | Bạch kim    | 500.000^                      |
| Japan (Oricon)                                                                     |             | 441,000                       |
| Thụy Sĩ (IFPI)                                                                     | Vàng        | 25.000^                       |
| Anh Quốc (BPI)                                                                     | 2× Bạch kim | 3,047,242                     |
| Hoa Kỳ (RIAA)                                                                      | 8× Bạch kim | 8.000.000^                    |
| * Chứng nhận dựa theo doanh số tiêu thụ. ^ Chứng nhận dựa theo doanh số nhập hàng. |             |                               |